# Кибл, Вудро Вильсон
Вудро Вильсон Кибл (англ. Woodrow Wilson Keeble) (16 мая 1917 — 28 января 1982) — ветеран Национальной гвардии США, участник Второй мировой и Корейской войн. В 2008 году был посмертно награждён медалью Почёта за героические действия в ходе Корейской войны. Кибл происходит из племени сиссетон-сиу. Он был чистокровным членом резервации Лейк-Траверс, племени народа дакота, признанного на федеральном уровне. 
3 марта 2008 года после долгой кампании семьи Кибла и делегаций Конгресса штатов Северная и Южная Дакота президент США Джордж Буш-младший посмертно наградил Кибла медалью почёта за его героические действия 20 октября 1951 года в ходе Корейской войны. За свой подвиг Кибл ранее, в 1952 году был награждён крестом «За выдающиеся заслуги». Кибл дважды был ранен в ходе Второй мировой войны и трижды в Корее но получил только две медали  Пурпурное сердце, позднее его наградили четырьмя этими медалями.

## Биография
Кибл родился 16 мая 1917 года в г. Уауби, штат Южная Дакота в семье Исаака и Нэнси (урождённой Шейкер) Кибл, членов племени сиссетон-сиу оят. В раннем детстве его семья перебралась с ним в г. Уопетон, штат Северная Дакота, где его мать работала в городской индейской школе (Wahpeton Indian School). В 1970 школа была передана племенам и получила название Круг национальных школ (Circle of Nations School). Она умерла когда Кибл был ребёнком. Отец семейства был слишком беден чтобы содержать детей и записал их в школу на постоянное содержание.
Кибл показывал успехи в спорте, особенно в бейсболе. Он привёл любительскую команду Уопетона к 10 победам подряд. Его завербовала команда Чикаго Уайт Сокс и в то же время подразделение Национальной Гвардии где он служил призвали на Вторую мировую войну. Кибл был призван на действительную службу в своем подразделении Национальной гвардии 10 февраля 1941 года.

### Вторая мировая война
В ходе Второй мировой войны Кибл служил в составе роты I знаменитого 164-го пехотного полка Северной Дакоты. После первоначальной подготовки в штате Луизиана полк выполнял различные задачи на Западном побережье США после чего его перебросили в Австралию для подготовки для действий на Тихоокеанском театре. Часть Кибла была придана 23-й пехотной дивизии «Америкал» армии США.
13 октября 1942 года 164-й пехотный полк высадился на острове Гуадалканал чтобы помочь первой дивизии морской пехоты понёсшей тяжёлые потери в ходе зачистки острова от японцев. 164-й полк стал первой заменой для первой дивизии морской пехоты и измученные морские пехотинцы из Северной Дакоты тепло приветствовали своих земляков (хотя и необстрелянных новичков)  и доставленные ими припасы.
Полк Кибла стал первой частью армии США принявшей участие в наступательных операциях на театрах войны.
Из-за проблем с транспортом дивизия «Америкал» прибывала на остров по частям и участвовала в боях плечом к плечу с закалёнными в боях морскими пехотинцами. В отличие от других дивизий армии США, солдаты 164-го полка смогли обучиться войне в джунглях против японцев, не понеся такие большие потери какие могли получиться.
Сражения на Гуадалканале стали одними из наиболее ожесточённых сражений на войне. Японские войска волна за волной шли в яростные банзай-атаки, иногда рукопашные бои шли всю ночь.
В ходе боёв Кибл заслужил репутацию храброго и умелого солдата. Он был выше на голову своих товарищей солдат и стал экспертом по стрельбе из пулемёта Браунинга. Также он будучи спортсменом-бейсболистом научился метко бросать гранаты. Джеймс Финилон (из резервации Стэндинг-Рок), сражавшийся с Киблом на Гаудалканале заметил: «Самое безопасное место [в бою] было рядом с Вуди».
Дивизия «Америкал» успешно сражалась на Гуадалканале, несмотря на то что была образована в ходе войны. 164-й полк сыграл ключевую роль в срыве главного японского наступления в октябре 1942 года. За свои героические действия при поддержке морских пехотинцев на Гуадалканале дакотцы удостоились благодарности президента США (для ВМС).
После Гуадалканала полк Кибла воевал на островах Бугенвиль, Лейте, Себу и Минданао. После капитуляции Японии дивизия «Америкал» в полном составе высадилась в Японии и приняла участие в оккупации района Иокогама.
Кибл уволился из армии 11 апреля 1946 года после пяти лет службы, большую часть которой он провёл за морем.
После войны Кибл вернулся в Уопетон и работал в городской индейской школе. 14 ноября 1947 года он женился на Нетти Абигайль Оуэн-Робертсон (род. 30 марта 1917 года).

### Вудро Кибл в бою
Кибл так описал свой первый бой: 

До того как я ощутил ужас от этой атаки я легко называл трусом или «жёлтым» (трус на американском жаргоне) любого, кто показывал страх при любых обстоятельствах. Никогда больше. Я не знаю этих вещей, но они говорят правду одному человеку. Я не психолог, не статистик и тем более не философ; но глубина эмоций, страх  и трепет, воспоминания об ужасах и концентрация на себе самом, которые привели меня к наблюдению, что импульс страха или, возможно, лучше сказать, импульсы, вызванные страхом, являются более сильными, более требовательными, чем любовь или голод...
Оригинальный текст (англ.)
Before I experienced the horror of that attack, I was quick to call coward or yellow anyone who showed fear under any circumstances. Nevermore. I don't know these things, but they speak truth to one. I am not a psychologist, nor a statistician, and less of a philosopher; but the depth of emotion, the dreads of fear, the referees of horrors, and the concentration of self that led me to make this observation, the fear impulse, or perhaps, better said, the (impulses caused) by fear, are stronger, more demanding than either that of love or hunger...

Он также отметил:

По моему мнению: страх это состояние опьянения. Когда люди находятся в этом состоянии, когда импульс страха завладевает разумом, человек утрачивает рассудок, приоритет ценностей и не несёт ответственности или, по крайней мере, не должен нести ответственность за действия, совершенные в состоянии одержимости.  
Оригинальный текст (англ.)
Fear in my opinion is a state of drunkenness. And when men are in that state when the fear impulse takes a hold... he loses all reason, sense of values, and is not liable, or at least should not be held accountable for acts perpetrated when thus possessed.

Кибл продолжает:

В ходе 13 месяцев почти постоянных длительных боёв, в которых я когда-либо участвовал, были моменты, и редкие, я уверен; но они не потеряли ощущения страха и ужаса, из-за которых страх и ужас безжалостно и сильно владели мной, что притяжение трусости становилось едва ли не большим, чем я мог отразить. Бывали ужасные моменты, которые охватывали целую жизнь, бесконечность, когда страх был настолько силён во мне, что я чувствовал, как идиотизм заменяет разум. Тем не менее, я никогда не покидал своего поста и не уклонялся от опасных обязанностей. Страх не сделал из меня труса.   
Оригинальный текст (англ.)
During the 13 months (in the) almost continual and sustained combat in which I have ever participated, there were moments, and rare ones, I am sure; but they lose none of their terror or horror for which fear laid a relentless and a powerful hold on me, that the pull of cowardice was almost more than I could ward off. There were terrible moments that encompassed a lifetime, an endlessness, when terror was so strong in me, that I could feel idiocy replace reason. (Yet,) I have never left my position, nor have I shirked hazardous duty. Fear did not make a coward out of me.
— 

### Корейская война
164-й полк был воссоздан 16 января 1951 года в ходе Корейской войны, и прошёл подготовку в Кэмп-Рекер, штат Алабама. Командир Кибла лейтенант Е. Дуэйн Холли получил приказ отобрать нескольких сержантов, чтобы послать их на фронт и решил чтобы они тянули соломинки по жребию. Кибл вместо того чтобы тянуть жребий вызвался добровольцем. На вопрос: «Зачем?», Кибл ответил: «Кто-то должен научить этих детей как сражаться».
Кибл получил назначение в роту «Джордж» второго батальона 19-го пехотного полка 24-й пехотной дивизии. Благодаря своему боевому опыту и прирождённому дару лидерства он был быстро повышен несколько раз в званиях до мастера-сержанта и возглавил второй взвод.  
Лето и осень 1951 года стали особенно смертоносными для обеих сторон, поскольку война шла уже второй год. 24-я дивизия находилась в центральной части Корейского полуострова и 13 октября 1951 года получила приказ захватить крутую горную гряду, защищающую город Кумсонг – главный склад китайских войск. Это наступление, получившее название операция «Номад-Полар» стала последним масштабным наступлением сил ООН в 1951 году.
Кибл, о котором товарищи отзывались как о кротком гиганте, в бою был свирепым воином, о чем свидетельствуют его героические действия в течение последующих шести дней. Согласно официальным записям Кибл был ранен 15 октября, затем снова 17 октября, 18 и 20 за что получил одну медаль «Пурпурное сердце». За проявленную храбрость 18 октября он был награждён медалью «Серебряная звезда». Благодаря своему героизму Кибл стал легендарной личностью, что 57 лет спустя принесло ему посмертно медаль Почёта.  
Шесть дней рота «Джордж» участвовала в круглосуточных боях. Им противостояли китайские солдаты, занимавшие хорошо укреплённую высоту 675-770, последний китайский опорный пункт между силами ООН и Кумсоном. Кибл был ранен двумя винтовочными пулями в левую руку, осколками гранаты в лицо, которые почти оторвали ему нос, страдал от вывиха колена. 19 октября врачи извлекли из Кибла 83 осколка гранаты, вызвавших нагноение, ранение он получил накануне. 20 октября медик Дейл Селби убеждал Кибла, что тот должен остаться в тылу, из-за своих ранений, но Кибл не захотел, чтобы его люди штурмовали высоту без него.     
Кибл повёл все три взвода в наступление против китайцев, удерживавших высоту. Все три атаки были отбиты, рота понесла тяжёлые потери. Китайские солдаты укрывались в окопах, позиция была усилена тремя пулемётными гнёздами, высоту окружали дополнительные китайские войска.
В ходе третьего штурма и последующего миномётного и артиллерийского обстрела, противник, находившийся в отрытых окопах, понёс потери. 
Пулемётчики в гнёздах продолжали вести прямой огонь по роте «Джордж». Кибл отозвал третий взвод и решил предпринять атаку в одиночку.
Согласно Хоукинсу: «Кибл однажды сказал родственнику, что в ходе четвёртого штурма он или выбьет врага или сложит голову»
Вооружившись гранатами и пулемётом «Браунинг», Кибл дополз до хребта высоты, обошёл с фланга левое пулемётное гнездо и гранатами и огнём из винтовки уничтожил его. Вернувшись к первой линии обороны роты, которую удерживал первый взвод, Кибл перебрался по ту сторону хребта, где уничтожил правое пулемётное гнездо гранатами. «Затем без колебаний он швырнул гранату в задний вход среднего пулемётного гнезда и уничтожил его расчёт огнём из винтовки».
Хоукинс, приёмный сын Кибла, заявил, что нашёл свидетеля, который видел, как противник вёл огонь по Киблу из всего оружия, бывшего в его распоряжении. «Он говорил, что вокруг Вуди сыпалось столько гранат, что это было похоже на стаю дроздов». Даже оказавшись под плотным вражеским огнём, Кибл смог выполнить свою цель. После того как Кибл истребил пулемётчиков, он приказал своим людям наступать и захватить высоту. 
В этот день Кибл в одиночку уничтожил три вражеских пулемётных гнезда и убил дополнительно семерых солдат, находившихся рядом в окопах. Кибл показал такую выдающуюся храбрость в бою, что были отправлены два представления о награждении его медалью Почёта, но в обоих случаях они были потеряны. Когда люди Кибла собрались отправить третье представление, власти сообщили им, что представление опоздало, согласно правилам его нельзя было подать.  
20 декабря 1952 Кибл удостоился креста «За выдающиеся заслуги», эта награда была впоследствии повышена до медали Почёта.
Кибл был отозван с фронта из-за полученных ран и был уволен со службы 26 августа 1952 года.

### Дальнейшая жизнь
После участия в Корейской войне Кибл вернулся в Северную Дакоту, где продолжил работу в индейской школе Уопетон. Вскоре у него был обнаружен туберкулёз, долгое время Кибл лечился в Миннеаполисе, штат Миннесота. Одно лёгкое ему удалили. Затем он перенёс серию инсультов, которые частично парализовали его, лишили дара речи и трудоспособности на всю жизнь. На следующий год умерла его жена Нетти, с которой Кибл состоял в браке 14 лет.
Киблу пришлось заложить свои медали, но тем не менее он выстоял. В 1967 году он женился на Блосом Айрис Кроуфорд-Хоукинс (род. 18 июля 1926 года), первой женщине народа сиу, получившей степень доктора педагогических наук.
Кибл был членом местной организации 4324 ветеранов зарубежных войн (Veterans of Foreign Wars).
Кибл умер 28 января 1982 года и погребён в г. Сиссетон, штат Южная Дакота. 17 мая 2008 года памятник на его могиле был заменён на памятник награждённого медалью Почёта.

### Кампания по награждению медалью Почёта
Семья Кибла и друзья продолжили добиваться награждения медалью Почёта, к которой его дважды представляли. Сенаторы от Северной Байрон Дорган, Кент Конрад и Южной Дакоты Джон Тьюн и Тим Джонсон долгое время настаивали, что Кибл должен быть посмертно награждён медалью Почёта.
30 мая 2006 года в Оружейной палате Вапетона сенатор Конрад и генерал-адъютант штата Северная Дакота Майкл Хоген вручили семье Кибла копии его военных медалей. Буквально перед самой церемонией пришло сообщение, что министр армии Франсис Харви рекомендовал, чтобы медаль «За выдающуюся службу» Кибла была повышена до медали Почёта. С этого момента дело Кибля перешло на уровень министра обороны.
В 2007 году министр обороны Дональд Рамсфельд уведомил четырех сенаторов от Дакоты о том, что срок давности не позволит присудить медаль Почёта. Четверо сенаторов немедленно выдвинули проект закона, позволяющего убрать последнее препятствие к посмертным награждениям.
В мае 2007 года законопроект Конгресса о финансировании Ирака включал формулировку об отказе от срока давности для награждения медалью Почёта Вудро В. Кибла. Президент мог подписать рекомендацию при условии, что министр обороны рекомендует повысить медаль «За выдающуюся службу»  Кибла. Президент Буш подписал закон 24 мая 2007 года.
Сенатор Тьюн выступил с заявлением от 2 июня 2007 г., в котором, в частности, говорилось:

Мастер-сержант Вудро В. Кибл служил с храбростью и достоинством, выходя за рамки служебного долга не ради известности или признания, а ради миссии, в которую он верил и за страну, которую он любил. Память о Кибле является большой гордостью для его семьи, его соплеменников Дакоты Сиу и всех американцев. Рекомендация министра армии — замечательная и долгожданная новость. Весной 2002 года я начал работать с семьей мастер-сержанта Кибла и должностными лицами племени над решением этого давно назревшего вопроса, и я буду продолжать работать с представителями Министерства обороны, для гарантии, что этот легендарный солдат получит последнюю и самую выдающуюся награду, которую он заслуживает.
Оригинальный текст (англ.)Master Sergeant Woodrow W. Keeble served with bravery and dignity, going beyond the call of duty not for notoriety or recognition-but for the mission he believed in and the country he loved. Keeble's legacy is a great source of pride for his family, his fellow Dakota Sioux, and all Americans. The Secretary of the Army's recommendation is wonderful and long-awaited news. I began working with Master Sergeant Keeble's family and tribal officials on resolving this long overdue issue in the spring of 2002, and I will continue to work with Defense officials to ensure that this legendary soldier receives the final and most distinguished honor he deserves.
Сенатор Джонсон призвал министра обороны Роберта М. Гейтса действовать быстро в соответствии с рекомендацией. «... я надеюсь, что и вы, и президент сможете продвинуться вперёд в деле мастер-сержанта Кибла как можно быстрее», — отметил Джонсон в письме Гейтсу, процитированном в газете Argus Leader города Су-Фолс, штата Южная Дакота.
Через год президент США наградил Кибла медалью Почёта. Несмотря на ухудшающееся здоровье, Блоссом Кибл была полна решимости прожить достаточно долго, чтобы принять медаль Почёта от имени своего мужа, но скоропостижно скончалась 3 июня 2007 года.
В феврале 2008 года Белый дом объявил, что Кибл будет посмертно награжден медалью Почёта на церемонии,  запланированной на 3 марта, с участием его семьи. «Мы гордились участвовать в этом для Вуди», — сказал пасынок Кибла Рассел Хокинс в заявлении армии США. «Он заслужил это за то, что сделал в Вооружённых силах для защиты этой страны.
Хокинс добавил, что эта победа так же важна для племени Сиссетон-Вапетон, Северной и Южной Дакоты, как и для Кибла и его семьи. «Мы все очень гордимся тем, что Вуди, наконец, удостоился этой чести. Он олицетворял наши культурные ценности смирения, сострадания, храбрости, силы и чести».
Хокинс добавил, что Кибл был воплощением woyuonihan («честь»), всегда ведя себя так, чтобы те, кто его знал, гордились им. «Он прожил жизнь, полную чести и уважения».
Хокинс сказал, что его чувства к Киблу перекликаются с чувствами всех, кто его знал: 

Если бы он был жив сегодня, я бы сказал ему, что никого не уважаю больше него, и что он является всем, чем должен быть мужчина: смелым, добрым и щедрым. Я бы сказал ему, как я горжусь им, и как я никогда не понимал что всё это время я жил рядом с таким величием.
Оригинальный текст (англ.)If he was alive today, I would tell him there's no one I respect more, and how he is everything a man should be: brave, kind and generous. I would tell him how proud I am of him, and how I never realized that all this time, I was living with such greatness.— 

## Награды
|  | Значок боевого пехотинца со звездой (вместо второй награды) |
|  | Army Sharpshooter Badge со значком одного вида оружия       |
|  | Боевой опознавательный знак 24-й пехотной дивизии           |
|  | Опознавательный знак 164-го пехотного полка                 |
|  | 2 нашивки на рукавах                                        |
|  | 9 пряжек заморской службы                                   |

|                                              | Медаль Почёта                                                                        |
| Бронзовый пучок дубовых листьев              | Серебряная звезда с одним бронзовым дубовым листом                                   |
| Литера «V» · Бронзовый пучок дубовых листьев | Бронзовая звезда с литерой "V" и дубовым листом                                      |
|                                              | Пурпурное сердце с тремя дубовыми листьями                                           |
|                                              | Армейская похвальная медаль                                                          |
| Литера «V»                                   | Похвальная медаль ВМС с литерой "V"                                                  |
|                                              | Президентская благодарность подразделению (армия) с тремя дубовыми листьями          |
|                                              | Президентская благодарность подразделению (ВМС)                                      |
|                                              | Похвальная благодарность армейской воинской части (для армии)                        |
|                                              | Медаль «За безупречную службу» (армия), вторая награда                               |
|                                              | Медаль «За защиту Америки»                                                           |
|                                              | Медаль «За Американскую кампанию»                                                    |
|                                              | Медаль «За Азиатско-тихоокеанскую кампанию» с четырьмя бронзовыми звёздами за службу |
|                                              | Медаль Победы во Второй мировой войне                                                |
|                                              | Медаль «За службу в оккупационной армии»                                             |
|                                              | Медаль «За службу национальной обороне»                                              |
|                                              | Медаль «За службу в Корее» с двумя звёздами за службу                                |
|                                              | Медаль «За службу в резерве вооружённых сил»                                         |
|                                              | Медаль «За освобождение Филиппин» с двумя звёздами за службу                         |
|                                              | Благодарность президента Филиппин                                                    |
|                                              | Благодарность президента Республики Корея                                            |
|                                              | Медаль «За службу ООН в Корее»                                                       |
|                                              | Медаль «За службу на Корейской войне»                                                |

### Наградная цитата к медали Почёта
Президент Соединённых штатов Америки уполномоченный актом Конгресса от 3 марта 2008 года от имени Конгресса награждает медалью Почёта 
Мастер-сержанта Вудро Вильсона Кибла, армия США.
За выдающуюся храбрость и отвагу, проявленные с риском для жизни при выполнении и перевыполнении долга службы: Мастер-сержант Вудро В. Кибл отличился, проявив храбрость и отвагу при выполнении и перевыполнении долга службы в бою с вооружённым врагом близ Сангсан-ни, Корея, 20 октября 1951 года. В этот день мастер-сержант Кибл исполнял обязанности командира взвода поддержки роты G 19-го пехотного полка в ходе наступления на высоту 765, хорошо защищённую позицию противника на высоте с крутыми склонами и труднопроходимой местностью. Ведя в бой взвод поддержки, мастер-сержант Кибл увидел как наступающие по склону солдаты оказались прижатыми к земле плотным вражеским огнём из трёх хорошо укреплённых вражеских позиций, размещённых в стратегически важных точках. Мастер-сержант Кибл с полным пренебрежением к собственной безопасности ринулся вперёд и присоединился к прижатому огнём взводу. Затем мастер-сержант Кибл, вжимаясь в землю, дополз до одного из вражеских пулемётных гнёзд. Не обращая внимания на дождь пуль, которым его поливал пулемётный расчёт, мастер-сержант Кибл, привёл в действие гранату и бросил её со смертоносной точностью, уничтожив вражескую позицию. Продолжив свою одиночную атаку, он добрался до второй вражеской позиции и уничтожил её гранатой. Несмотря на то, что войска противника направили весь свой огонь против него и обрушили на Кибла град гранат в отчаянной попытке остановить  его наступление, он двинулся к третьей вражеской позиции и умело нейтрализовал её. Когда его товарищи выдвинулись вперёд, чтобы присоединиться к нему, мастер-сержант Кибл продолжал вести точный огонь по ближайшим окопам, нанеся противнику тяжёлые потери. Рота G, вдохновлённая его храбростью двинулась вперёд и захватила свою важную цель. Необычайная храбрость, самоотверженная служба и посвящение долгу, продемонстрированные в тот день мастером-сержантом Киблом, вдохновили всех вокруг него и принесли великую славу ему, его части и армии США
Оригинальный текст (англ.)The President of the United States of America, authorized by Act of Congress, March 3, 2008, has awarded in the name of Congress the Medal of Honor to:

Master Sergeant Woodrow W. Keeble United States Army

For conspicuous gallantry and intrepidity at the risk of his life above and beyond the call of duty: Master Sergeant Woodrow W. Keeble distinguished himself by acts of gallantry and intrepidity above and beyond the call of duty in action with an armed enemy near Sangsan-ni, Korea, on October 20, 1951. On that day, Master Sergeant Keeble was an acting platoon leader for the support platoon in Company G, 19th Infantry, in the attack on Hill 765, a steep and rugged position that was well defended by the enemy. Leading the support platoon, Master Sergeant Keeble saw that the attacking elements had become pinned down on the slope by heavy enemy fire from three well-fortified and strategically placed enemy positions. With complete disregard for his personal safety, Master Sergeant Keeble dashed forward and joined the pinned-down platoon. Then, hugging the ground, Master Sergeant Keeble crawled forward alone until he was in close proximity to one of the hostile machine-gun emplacements. Ignoring the heavy fire that the crew trained on him, Master Sergeant Keeble activated a grenade and threw it with great accuracy, successfully destroying the position. Continuing his one-man assault, he moved to the second enemy position and destroyed it with another grenade. Despite the fact that the enemy troops were now directing their firepower against him and unleashing a shower of grenades in a frantic attempt to stop his advance, he moved forward against the third hostile emplacement, and skillfully neutralized the remaining enemy position. As his comrades moved forward to join him, Master Sergeant Keeble continued to direct accurate fire against nearby trenches, inflicting heavy casualties on the enemy. Inspired by his courage, Company G successfully moved forward and seized its important objective. The extraordinary courage, selfless service, and devotion to duty displayed that day by Master Sergeant Keeble was an inspiration to all around him and reflected great credit upon himself, his unit, and the United States Army.— 

### Почести
17 марта 2008 года губернатор штата Южная Дакота Майк Раундс перед началом объединённой сессии Конгресса штата официально объявил дату Дня Вудро Вильсона Кибла, которая будет всегда отмечаться штатом.
23 июля 2008 года губернатор штата Северная Дакота Джон Хёвен посмертно наградил Кибла наградой  Theodore Roosevelt Rough Rider Award, посвящённой настоящим или бывшим жителям штата, заслужившим признание американской нации, на своём поле деятельности. 
Власти многочисленных населённых пунктов также почтили память Кибла. В честь Кибла были названы: 
- участок шоссе № 12 близ места рождения Кибла в Уоби, штат Южная Дакота
- специальный приют в парке Чахинкапа в г. Уопетон
- гимнастический зал в Индейской школе Уопетона (сейчас участнике Круга национальных школ), зал был назван до церемонии вручения медали Почёта. В мае 2008 года школа отметила своё столетие, новое общежитие было названо в честь Кибла.
- Власти штата Северная Дакота возвели памятник награждённым медалью Почёта в парке Рузвельта в г. Мино. Среди жителей штата больше награждённых медалью Почёта, чем в других штатах. В честь Кибла был также возведён отдельный столб, посвящённый ему в ходе специальной церемонии 4 июля 2008 года.
- Новый центр резерва армии в Сиу-фолс.